# Xã Limestone, Michigan
Xã Limestone (tiếng Anh: Limestone Township) là một xã thuộc quận Alger, tiểu bang Michigan, Hoa Kỳ. Năm 2010, dân số của xã này là 438 người.